# Сторожук, Олег Викторович
Оле́г Ви́кторович Сторожу́к (род. 28 июля 1964, Росток, ГДР) — полковник ВС РФ, участник Афганской войны, Первой и Второй чеченской войны, войны в Грузии, Герой Российской Федерации (2008). Начальник отдела исследования боевого применения фронтовой и разведывательной техники 4-го ордена Ленина Краснознамённого Центра боевого применения и переучивания лётного состава ВВС имени В. П. Чкалова. Заслуженный военный лётчик Российской Федерации. Имеет квалификацию «Лётчик-снайпер». Кандидат экономических наук.

## Биография
Родился 28 июля 1964 года в городе Росток, ГДР (где дислоцировалась лётная часть советского воинского контингента) в семье офицера Военно-воздушных сил. В связи со сменой места службы отца семья неоднократно переезжала. Среднюю школу окончил в 1981 году в городе Тбилиси.
В 1981 году призван в Вооружённые Силы СССР. В 1985 году окончил Ейское высшее военное авиационное училище лётчиков (инструктор-парашютист) и был направлен на службу в ВВС Закавказского военного округа, сначала в Западную Грузию, в Копитнари, потом в Восточную, в Диди-Шираки, пройдя путь от должности лётчика до командира звена, работал за начальника парашютно-десантной службы. В 1988—1989 годах старший лётчик капитан Сторожук принимал участие в боевых действиях в Афганистане, совершил более 20 боевых вылетов на бомбардировщике Су-24 (базировались на аэродроме Карши в Узбекистане). В 1991 году стал командиром бомбардировочного авиазвена в авиаполку в Воронеже.
С 1993 года проходил службу в 4-м Центре боевого применения и переучивания лётного состава ВВС имени В. П. Чкалова в Липецке, где был командиром звена, начальником штаба эскадрильи, командиром авиационной эскадрильи (получил квалификацию «военный лётчик-снайпер»). В 1999 году с отличием окончил Военно-воздушную академию им. Ю. А. Гагарина.
Участник обеих чеченских войн, совершил свыше 100 боевых вылетов. Принимал участие в ряде крупных российских и международных военных учений, а также в воздушных парадах над Красной площадью в Москве.
Указом Президента Российской Федерации № 1475 от 14 октября 2008 года за мужество и героизм, проявленные при выполнении воинского долга, полковнику Сторожуку Олегу Викторовичу присвоено звание Героя Российской Федерации с вручением медали «Золотая звезда» (Медаль № 933). Также звания Героя был удостоен В. И. Богодухов.
С 2012 года в запасе, занимает должность начальника отдела мобилизационной подготовки администрации г. Липецка. На счету Героя более 2100 часов налета, им освоены самолёты Л-29, СУ-7Б, СУ-7, СУ-17, в том числе все модификации ударного фронтового бомбардировщика «СУ-24», совершено более 500 прыжков с парашютом.
Награждён орденами Мужества, «За военные заслуги», медалями, в том числе «За боевые заслуги» (1989).
20 февраля 2019 года награждён югоосетинским орденом «Уацамонга» «за мужество и героизм, проявленные при отражении агрессии Грузии против народа Южной Осетии в августе 2008 года».
Состоит на учёте в Совете ветеранов (пенсионеров) войны и труда. Занимается общественной деятельностью, был членом комитета общественного контроля «За честные выборы».

## Семья
Отец — Виктор Николаевич Сторожук (1935—1995), лётчик (полковник ВВС), мать — Алевтина Яковлевна Сторожук (1938 г.р.), работала в сфере торговли. Есть сестра. Супруга Ольга работает в сфере бизнеса, дочь Алевтина — студентка липецкого филиала Орловской академии государственной службы (по другим данным, есть ещё дочь), внук (2012 г.р.).